# Комбон
Комбон (фр. Combon) насеље је и општина у северној Француској у региону Горња Нормандија, у департману Ер која припада префектури Берне.
По подацима из 2011. године у општини је живело 788 становника, а густина насељености је износила 48,34 становника/km². Општина се простире на површини од 16,3 km². Налази се на средњој надморској висини од 149 метара (максималној 159 m, а минималној 134 m).

## Демографија
| 1962. | 1968. | 1975. | 1982. | 1990. | 1999. | 2011. |
| ----- | ----- | ----- | ----- | ----- | ----- | ----- |
| 437   | 451   | 462   | 500   | 554   | 567   | 788   |

График промене броја становника у току последњих година